# Прођето Казе Бацано (Л'Аквила)
Прођето Казе Бацано (итал. Progetto Case Bazzano) је насеље у Италији у округу Л'Аквила, региону Абруцо.
Према процени из 2011. у насељу је живело 1575 становника. Насеље се налази на надморској висини од 615 м.